# Syntrichia glabra
Syntrichia glabra là một loài rêu trong họ Pottiaceae. Loài này được J.-P. Frahm & M. T. Gallego mô tả khoa học đầu tiên năm 2001.